# Bambara (djur)
Bambara är ett släkte av skalbaggar som beskrevs av André Vuillet 1911. Bambara ingår i familjen fjädervingar.
Släktet innehåller bara arten Bambara contorta.